# Crocidura jenkinsi
Crocidura jenkinsi es una especie de musaraña de la familia de los soricidae.

## Distribución geográfica
Es endémica de las islas Andamán.

## Estado de conservación
Se encuentra amenazada por la pérdida de su hábitat natural.